# Geum
Geum L., 1753 è un genere di piante appartenente alla famiglia delle Rosaceae.

## Distribuzione e habitat
Il genere è diffuso in Europa, Asia, Nord e Sud America, Africa e Nuova Zelanda.

## Tassonomia
Il genere comprende le seguenti specie:
- Geum albiflorum (Hook.f.) Scheutz
- Geum aleppicum Jacq.
- Geum andicola (Phil.) Reiche
- Geum × aurantiacum Fr. ex Scheutz
- Geum boliviense Focke
- Geum brevicarpellatum F.Bolle
- Geum bulgaricum Pančić
- Geum calthifolium Menzies ex Sm.
- Geum canadense Jacq.
- Geum capense Thunb.
- Geum × catlingii J.-P.Bernard & R.Gauthier
- Geum coccineum Sm.
- Geum cockaynei (F.Bolle) Molloy & C.J.Webb
- Geum × convallis M.P.Wilcox
- Geum × cortlandicum M.Hough
- Geum divergens Cheeseman
- Geum elatum Wall. ex G.Don
- Geum geniculatum Michx.
- Geum glaciale Adams ex Fisch.
- Geum × gonzaloi J.L.Lozano & Serra
- Geum heterocarpum Boiss.
- Geum hispidum Fr.
- Geum × intermedium Ehrh.
- Geum involucratum Juss. ex Pers.
- Geum japonicum Thunb.
- Geum kokanicum Regel & Schmalh.
- Geum laciniatum Murray
- Geum latilobum Sommier & Levier
- Geum lechlerianum Schltdl.
- Geum leiospermum Petrie
- Geum × macneillii J.-P.Bernard & R.Gauthier
- Geum × macranthum (Kearney ex Rydb.) B.Boivin
- Geum macrophyllum Willd.
- Geum macrosepalum Ludlow
- Geum magellanicum Comm. ex Pers.
- Geum × meinshausenii Gams
- Geum mexicanum Rydb.
- Geum molle Vis. & Pančić
- Geum montanum L.
- Geum peckii Pursh
- Geum peruvianum Focke
- Geum × pulchrum Fernald
- Geum pusillum Petrie
- Geum pyrenaicum Mill.
- Geum quellyon Sweet
- Geum radiatum Michx.
- Geum reptans L.
- Geum rhodopeum Stoj. & Stef.
- Geum riojense F.Bolle
- Geum rivale L.
- Geum rossii (R.Br.) Ser.
- Geum roylei Wall.
- Geum rupestre (T.T.Yu & C.L.Li) Smedmark
- Geum sikkimense Prain
- Geum speciosum (Albov) Albov
- Geum × spurium C.A.Mey.
- Geum × sudeticum Tausch
- Geum sunhangii D.G.Zhang, T.Deng, Z.Y.Lv & Z.M.Li
- Geum sylvaticum Pourr.
- Geum talbotianum W.M.Curtis
- Geum triflorum Pursh
- Geum uniflorum Buchanan
- Geum urbanum L.
- Geum vernum (Raf.) Torr. & A.Gray
- Geum virginianum L.